# Álex Antetokoúnmpo
Pour les articles homonymes, voir Antetokoúnmpo.
Emeka Adetokunbo, dit Aléxandros « Aléxis » Antetokoúnmpo (grec moderne : Αλέξανδρος «Αλέξης» Αντετοκούνμπο) ou plus fréquemment Álex Antetokoúnmpo (Άλεξ Αντετοκούνμπο), né le 26 août 2001, est un joueur de basket-ball professionnel nigériano-grec. Il est le plus jeune frère de la fratrie Antetokoúnmpo, dont les frères Giánnis, Thanásis et Kóstas jouent au basket-ball et ont évolué au sein de la National Basketball Association (NBA).

## Jeunesse
Álex est né à Sepólia, un quartier d'Athènes, en Grèce. Ses parents avaient immigré du Nigeria et avaient du mal à joindre les deux bouts. Il commence à jouer au basket-ball à l'âge de neuf ans et grandit en jouant avec et en regardant ses frères aînés. En sixième, Álex Antetokoúnmpo déménage avec sa famille à Milwaukee, où Giánnis joue sa première saison pour les Bucks de Milwaukee. Il fréquente l'école St. Monica à Whitefish Bay, dans le Wisconsin et ne parle pas l'anglais au départ.
Antetokoúnmpo joue au basket-ball pour le lycée Dominican de Whitefish Bay pendant quatre ans. Comme étudiant de première année, il inscrit en moyenne 2,9 points par match et grandit d'environ 12,7 cm pour atteindre 2,03 m, au moment pendant sa deuxième année. Álex Antetokoúnmpo inscrit en moyenne 20 points et prend 7 rebonds par match en troisième année.
Il reçoit des offres de bourses d'études de DePaul, Ohio et Green Bay. Le 9 mai 2020, Álex Antetokoúnmpo annonce qu'il allait jouer en Europe après avoir obtenu son diplôme d'études secondaires, plutôt que de jouer au niveau universitaire.

## Carrière professionnelle
Le 22 juin 2020, Antetokoúnmpo signe un contrat de trois ans avec l'UCAM Murcie, club de Liga ACB.
Il joue son premier match en Espagne avec l'équipe B de l'UCAM qui évolue en liga EBA (Liga Española de Baloncesto Aficionado, la quatrième division espagnole) en octobre 2020 et marque 28 points (à 6 sur 9 à trois points).
Álex Antetokoúnmpo n'est pas choisi lors de la draft 2021 de la NBA et rejoint les Raptors 905, l'équipe de G-league affiliée aux Raptors de Toronto.

## Vie privée
Álex est le fils de parents nigérians, Veronica et Charles Adetokunbo. Son frère Kóstas reçoit officiellement la citoyenneté grecque en 2016. En outre, il possède un passeport nigérian, qui lui a été accordé en juin 2013, afin d'obtenir un visa et d'être autorisé à entrer légalement aux États-Unis.
Le père d'Álex et son frère aîné, Francis, ont joué au football au Nigeria. Sa mère est une sauteuse en hauteur.
En septembre 2021, Álex et sa mère Veronica obtiennent la nationalité grecque.